# Château des ducs de Bourgogne
Ne doit pas être confondu avec Palais des ducs de Bourgogne.
Le château des ducs de Bourgogne est un ancien château fort, fondé au Xe siècle, et de nos jours ruiné, dont les vestiges se dressent sur la commune française de Châtillon-sur-Seine dans le département de la Côte-d'Or, en région Bourgogne-Franche-Comté.
Les ruines du château sont classées aux monuments historiques.

## Localisation
Le château est bâti à l'extrémité d'une haute falaise qui domine la Seine et la ville, à proximité de l'église Saint-Vorles, sur la commune de Châtillon-sur-Seine, dans le département français de la Côte-d'Or.

## Historique
Le château se situe sur une colline qui, avant le Xe siècle, était déjà lʼemplacement dʼun castrum grâce à sa position dominante sur la ville de Châtillon-sur-Seine. Une église se trouvait dans lʼenceinte du castrum, elle abritait depuis 868 les reliques de saint Vorles. Au Xe siècle celle-ci fut remplacée par lʼéglise Saint-Vorles. Le castrum fut la propriété des évêques de Langres jusqu'en 973, année à partir de laquelle ils le partagèrent avec le duc de Bourgogne. Au XIIe siècle le duc de Bourgogne fit construire le château qui occupe une partie de l’emplacement de l’ancien castrum. Le château du duc et la résidence de l’évêque étaient réunis dans la même enceinte.
Le château fut notamment endommagé par les Anglais en 1359. Il pourrait avoir fait l’objet d'une reconstruction partielle au XIVe siècle, en effet les vestiges du château présentent d’importantes traces de reprise. Les habitants démantelèrent le château après les guerres de la Ligue, comme les autorisait le roi Henri IV par lettres patentes du 30 janvier 1598. En 1608, le rez-de-chaussée qui restait de la tour Sainte-Anne fit office de corps de garde. On y installa par la suite un four à pain, probablement au XIXe siècle.

## Description
Du château ne restent que des tours et murs qui furent consolidés entre 1979 et 1982. Au nord subsistent des murs et la tour de Gissey, vestiges de l’enceinte dans laquelle se trouvait le logis de l’évêque. Cette tour est aménagée en point de vue sur la ville.

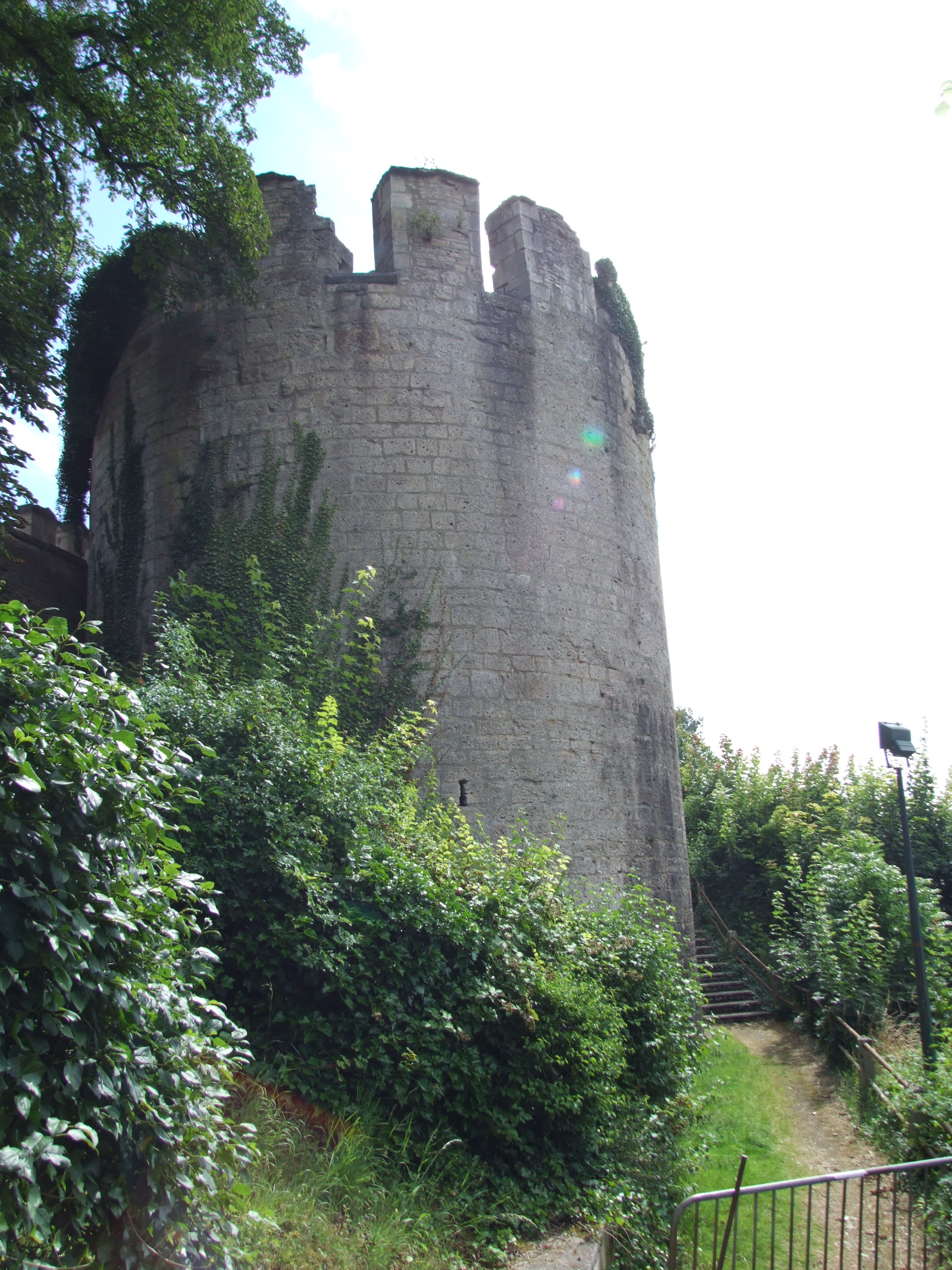
Tour de Gissey, côté extérieur.
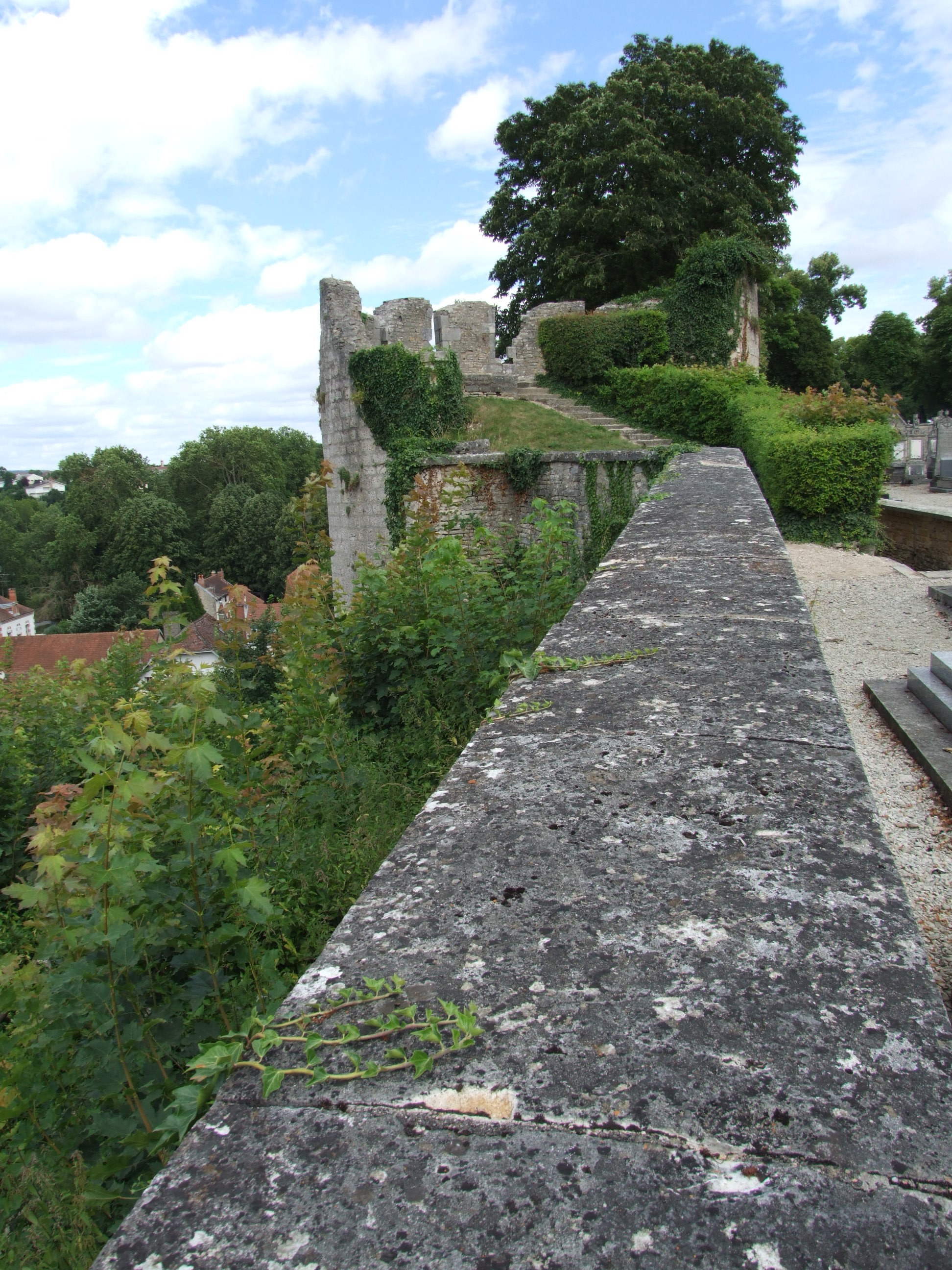
Sommet de lour de Gissey.
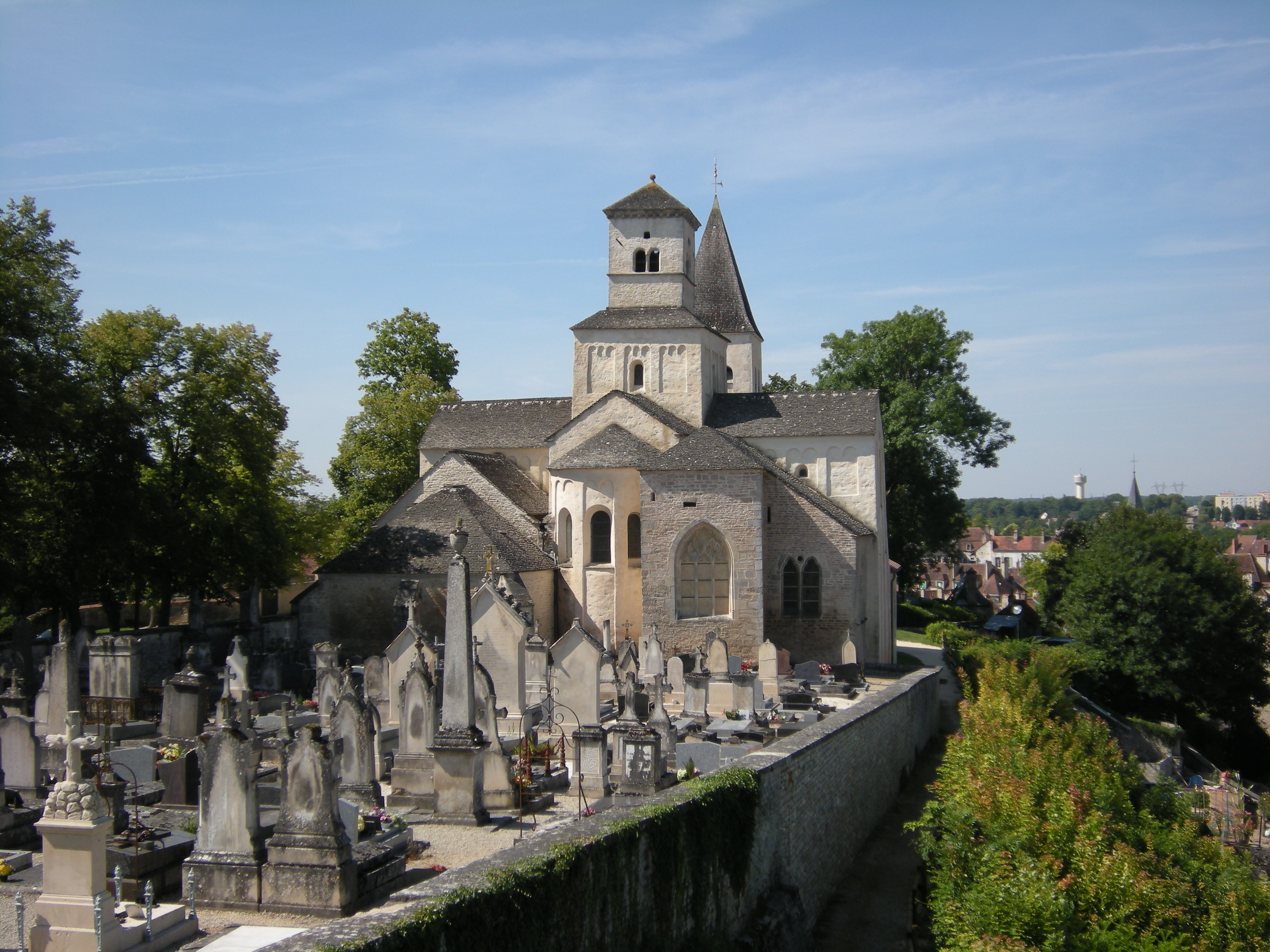
Église Saint-Vorles et cimetière vus de la tour de Gissey.

Deux autres tours existent encore au sud : la tour Sainte-Anne dont ne subsiste que le rez-de-chaussée et la tour de la Guette dont la partie haute est très endommagée. Un cimetière existe au moins depuis le XIXe siècle au milieu des ruines du château, dans lequel se trouvent notamment la tombe du maréchal Marmont et des chapelles funéraires.

## Protection aux monuments historiques
Les ruines du château sont classées par arrêté du 22 janvier 1909.

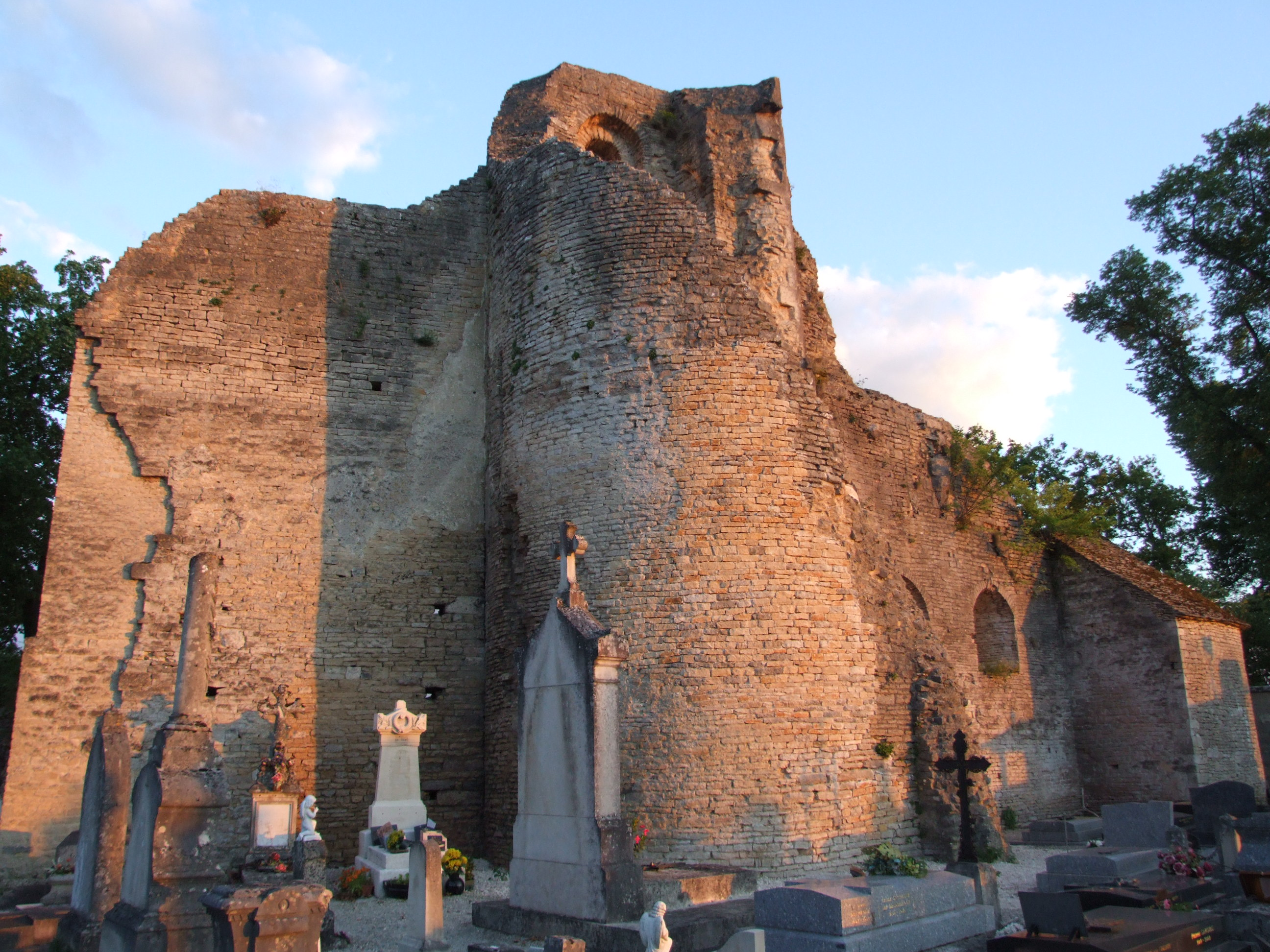
Tour de la Guette, côté intérieur.
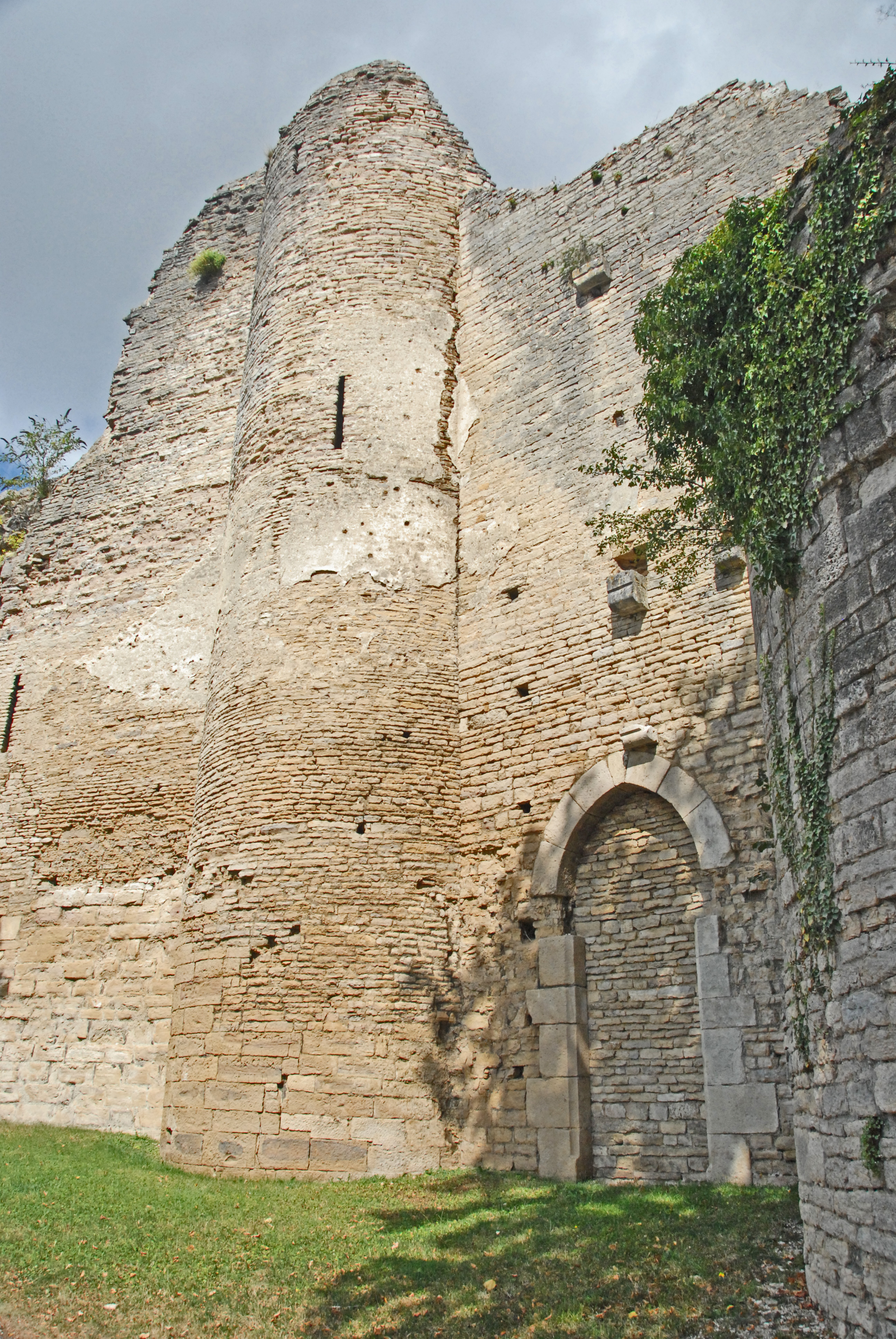
Tour de la Guette, côté extérieur.
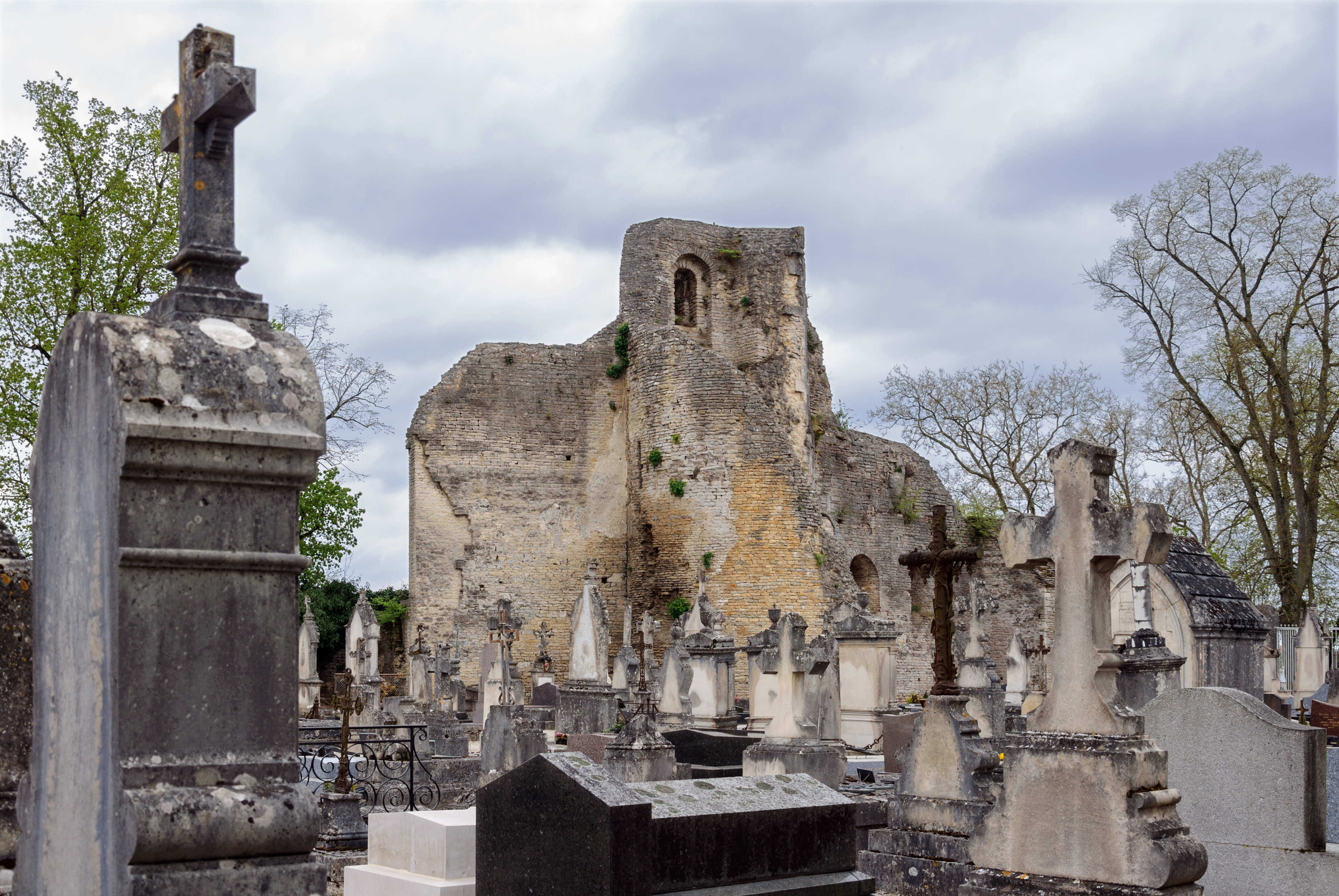
Le cimetière et la tour de la Guette.